# Attaque de Nahariya de 1979

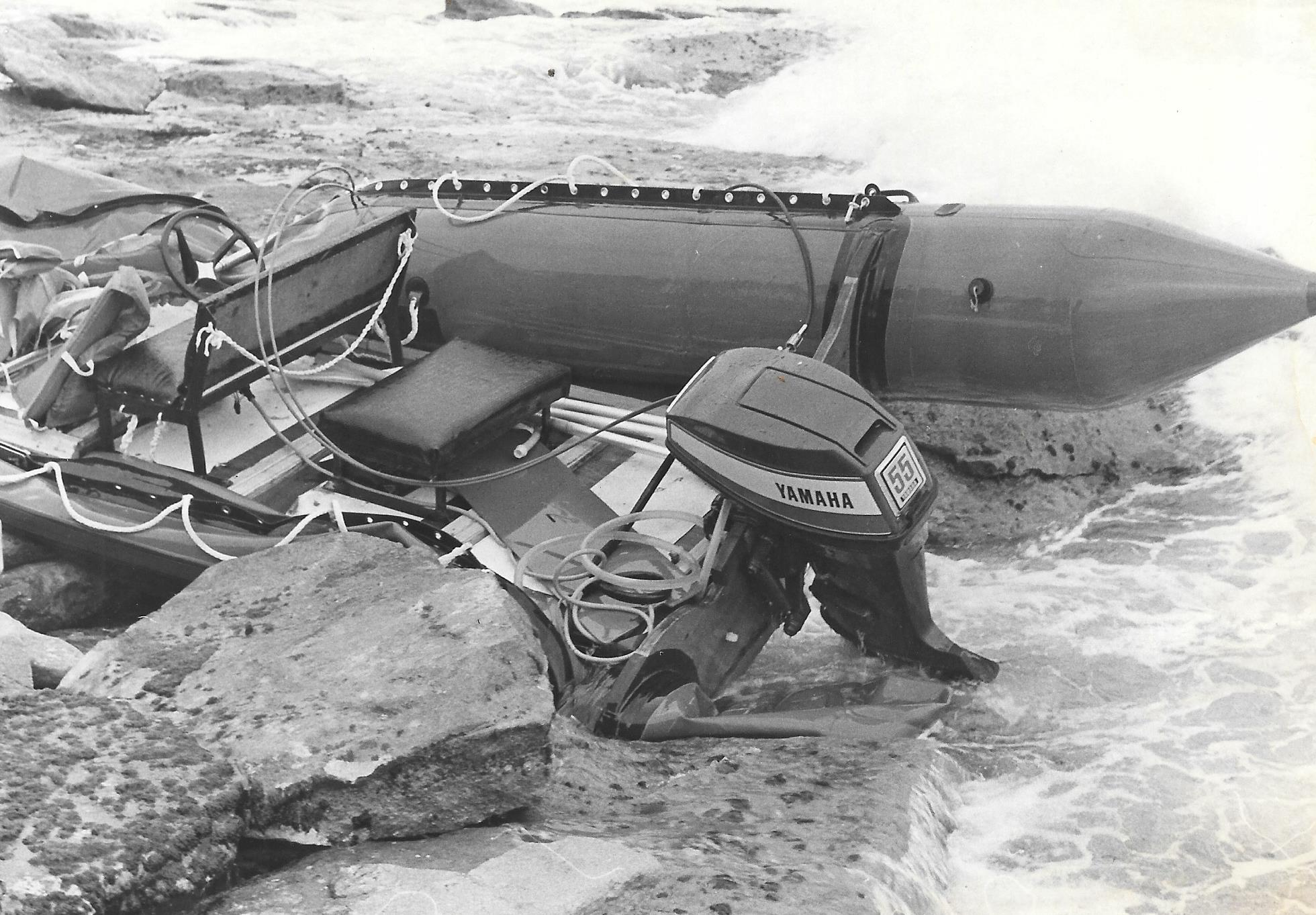
Le canot pneumatique utilisé par les assaillants.

L'attaque de Nahariya est une attaque terroriste perpétrée en Israël le 22 avril 1979 par quatre membres du Front de libération de la Palestine venus du Liban à bord de canots pneumatiques. Abdel-Majid Aslan, Mouhana El Mouayid et Ahmed El Abrass étaient dirigés par Samir Kountar. Un policier et trois civils israéliens sont tués, dont deux fillettes de quatre et deux ans.